# Anisopetala
Anisopetala is een geslacht met zestien soorten orchideeën uit de onderfamilie Epidendroideae. Het geslacht is afgesplitst van Dendrobium.
Het zijn epifytische orchideeën van het laagland van Zuidoost-Azië, met vertakte trossen variabel gekleurde bloemen.

## Naamgeving en etymologie
- Synoniem: Dendrobium Sw. (1799) sect. Anisopetala Kraenzl. (1910)

De botanische naam Anisopetala is een samenstelling van Oudgriekse ἄνισος, anisos (ongelijk) en πέταλον, petalon (kroonblad).

## Kenmerken
Anisopetala-soorten zijn kleine tot grote epifytische planten met vele lange, dunne, in het midden wat opgeblazen, vertakte, geribbelde, rechtopstaande tot afhangende stengels, over de hele lengte bezet met groenblijvende, paars aanlopende lancetvormige bladeren en zijstandige, korte, vertakte, meestal rechtopstaande trossen met één tot een tiental grote, opvallende, variabel gekleurde en langlevende bloemen.
De bloemen bezitten een duidelijk mentum gevormd door een fusie van de basis van de laterale kelkbladen. De toppen van de kelk- en kroonbladen zijn gespreid. De bloemlip is drielobbig, met kleine en soms onduidelijke zijlobben en een tweepuntige top, en draagt dikwijls een kleine callus aan de basis.

## Habitat en verspreidingsgebied
Anisopetala-soorten komen voor op bomen op vochtige plaatsen in laaglandregenwouden en montane bossen van India, Thailand, Maleisië, Sumatra, Java, de Ryukyu-eilanden en de Filipijnen.

## Taxonomie
Anisopetala is in 2003 van Dendrobium afgesplitst door Clements.
Het geslacht telt in de meest recent geaccepteerde taxonomie zestien soorten. De typesoort is Anisopetala mutabilis.

### Soortenlijst
- Anisopetala acutimenta (J.J.Sm.) M.A.Clem. (2003)
- Anisopetala annae (J.J.Sm.) M.A.Clem. (2003)
- Anisopetala biflora (Blume) M.A.Clem. (2003)
- Anisopetala calicopis (Ridl.) M.A.Clem. (2003)
- Anisopetala filicaulis (Gagnep.) M.A.Clem. (2003)
- Anisopetala fulminicaulis (J.J.Sm.) M.A.Clem. (2003)
- Anisopetala hughii (Rchb.f.) M.A.Clem. (2003)
- Anisopetala inflata (Rolfe) M.A.Clem. (2003)
- Anisopetala lucens (Rchb.f.) M.A.Clem. (2003)
- Anisopetala montana (J.J.Sm.) M.A.Clem. (2003)
- Anisopetala mutabilis (Blume) M.A.Clem. (2003)
- Anisopetala nuda (Blume) M.A.Clem. (2003)
- Anisopetala rigida (Blume) M.A.Clem. (2003)
- Anisopetala sanguinolenta (Lindl.) M.A.Clem. (2003)
- Anisopetala spathilinguis (J.J.Sm.) M.A.Clem. (2003)
- Anisopetala transtillifera (J.J.Sm.) M.A.Clem. (2003)